# 閉作用素
数学の、特に関数解析学の分野における閉作用素（へいさようそ、英語: closed operator）は、バナッハ空間上の線形作用素のある重要な類である。有界作用素よりも一般的であるため、必ずしも連続ではないが、スペクトルや（いくつかの仮定の下で）作用素の関数を定義出来るという十分に良い性質を備えている。導関数や微分作用素の広い類など、多くの重要な線形作用素で有界でないようなものが、閉作用素であるということが分かっている。
{\displaystyle X,Y} を二つのバナッハ空間とする。線形作用素
{\displaystyle A\colon {\mathcal {D}}(A)\subset X\to Y}
が閉であるとは、{\displaystyle x\in X} に収束するような {\displaystyle {\mathcal {D}}(A)} 内の任意の列 {\displaystyle \{x_{n}\}_{n\in \mathbb {N} }} で {\displaystyle Ax_{n}\to y\in Y} （ {\displaystyle n\to \infty } ）であるようなものに対して、{\displaystyle x\in {\mathcal {D}}(A)} および {\displaystyle Ax=y} が成立することを言う。あるいは、{\displaystyle A} が閉であるとは、そのグラフが直和 {\displaystyle X\oplus Y} において閉であることを言う。
必ずしも閉でない、与えられたある線形作用素 {\displaystyle A} に対し、もしその {\displaystyle X\oplus Y} 内のグラフの閉包がある作用素のグラフとなるのであれば、そのような作用素は {\displaystyle A} の閉包と呼ばれ、{\displaystyle A} は可閉（closable）と呼ばれる。{\displaystyle A} の閉包は {\displaystyle {\overline {A}}} と表記される。作用素 {\displaystyle A} が閉包 {\displaystyle {\overline {A}}} の {\displaystyle {\mathcal {D}}(A)} への制限であることは、すぐに分かる。
可閉作用素 {\displaystyle A} の核（core）とは、{\displaystyle {\mathcal {D}}(A)} の部分集合 {\displaystyle {\mathcal {C}}} で、{\displaystyle A} の {\displaystyle {\mathcal {C}}} への制限の閉包が {\displaystyle {\overline {A}}} であるようなもののことを言う。

## 基本的な性質
次の性質が簡単に確かめられる: 
- 全空間 {\displaystyle X} 上で定義される閉線形作用素は、有界である。これは閉グラフ定理と呼ばれる;
- もし {\displaystyle A} が閉であるなら、{\displaystyle A-\lambda I} も閉である。ここで {\displaystyle \lambda } はスカラーであり、{\displaystyle I} は恒等作用素を表す;
- もし {\displaystyle A} が閉であるなら、その核（あるいは零空間）は {\displaystyle X} の閉部分空間である;
- もし {\displaystyle A} が閉かつ単射であるなら、その逆 {\displaystyle A^{-1}} も閉である;
- 作用素 {\displaystyle A} に閉包が存在するための必要十分条件は、{\displaystyle {\mathcal {D}}(A)} 内の任意の列のペア {\displaystyle \{x_{n}\}} および {\displaystyle \{y_{n}\}} で、両方とも {\displaystyle x} に収束し、{\displaystyle \{Ax_{n}\}} および {\displaystyle \{Ay_{n}\}} の両方とも収束するようなものに対して、{\displaystyle \lim _{n}Ax_{n}=\lim _{n}Ay_{n}} が成立することである。

## 例
次のような微分作用素
{\displaystyle Af=f'\,}
を考える。ただしバナッハ空間 X=Y を、区間 [a, b] 上のすべての連続関数からなる空間 C[a, b] であるとする。その定義域 {\displaystyle {\mathcal {D}}(A)} が  {\displaystyle {\mathcal {D}}(A)=C^{1}[a,b]} であるとした時、A は有界ではないが閉作用素となる。（{\displaystyle {\mathcal {D}}(A)} を、不連続な導関数も含むようなすべての微分可能関数からなる集合とすることも出来ることに注意されたい。このとき作用素 A は閉ではない）。
もし代わりに {\displaystyle {\mathcal {D}}(A)} をすべての無限回微分可能関数からなる集合であるとしたら、A はもはや閉ではなく、しかし可閉である。その場合、閉包は {\displaystyle C^{1}[a,b]} 上定義される A の拡張となる。